# Лебедева (Верхотурский городской округ)
Лебедева — деревня в Верхотурском городском округе Свердловской области, Россия.

## Географическое положение
Деревня расположена в 18 километрах (по автотрассе в 23 километрах) к востоку-юго-востоку от города Верхотурье, на правом берегу реки Тура.

## История деревни
Деревня была основана в I половине XVII века как деревня Удинцова по фамилии первых крестьян-первопоселенцев Удинцевых. Деревня была переименована в начале XX века в деревню Лебедева.

## Население
| 1873 | 2002 | 2010 | 2021 |
| ---- | ---- | ---- | ---- |
| 108  | ↘75  | ↘48  | ↘27  |